# Fuete
Fuete (russisk: Фуэте, da. (fr.:): Fouetté) er en sovjetisk spillefilm fra 1986 produceret af Lenfilm og instrueret af Boris Jermolajev og Vladimir Vasiljev.
Filmen er i genren drama-musical.

## Handling
Den ledende ballerina Elena Knjazeva (spillet af den sovjetiske ballerina Jekaterina Maksimova), forbereder sin optræden i Svanesøen på balletten, hvor hendes 50 års fødselsdag skal fejres. Samtidig arbejdet med en innovativ balletopsætning af Mesteren og Margarita, men koreografen Novikov (Vladimir Vasiliev) vælger af giver hovedrollen som Margarita til sin unge elskerinde. 
Knjazeva må udholde ydmygelsen og samtidig undervise hendes rival. 

## Medvirkende
- Jekaterina Maksimova som Jelena Knjazeva
- Vladimir Vasiljev som Andrej Novikov
- Aristarkh Livanov som Knjazev
- Valentin Gaft
- Jevgenij Kolobov
- Vladimir Vorobjov som sekretær for det regionale partiudvalg